# Земляна (Абатський район)
Земляна́ (рос. Земляная) — присілок у складі Абатського району Тюменської області, Росія.
Населення — 6 осіб (2010, 13 у 2002).
Національний склад станом на 2002 рік:
- росіяни — 100 %